# Hyperstrotia semiochrea
Hyperstrotia semiochrea là một loài bướm đêm trong họ Noctuidae.